# João Santos
João Santos, właśc. João dos Santos Ferreira (ur. 23 stycznia 1966 w Duque de Caxias) – brazylijski piłkarz, występujący podczas kariery na pozycji pomocnika.

## Kariera klubowa
Karierę piłkarską João Santos rozpoczął w klubie Fluminense FC w 1986. W lidze brazylijskiej zadebiutował 25 września 1986 w przegranym 0-1 meczu z Sportem Recife. W latach 1990–1997 był zawodnikiem Bragantino Bragança Paulista. Z Bragantino zdobył mistrzostwo stanu São Paulo – Campeonato Paulista w 1990. W międzyczasie był wypożyczany do Remo Belém i Araçatuby. Z Remo zdobył mistrzostwo stanu Pará – Campeonato Paraense w 1993.
Rok 1996 spędził w Paranie, z którą zdobył mistrzostwo stanu Paraná – Campeonato Paranaense. W 1997 po raz ostatni był zawodnikiem Bragantino, z którego przeszedł do Santosu FC. W latach 1998–2000 był zawodnikiem Coritiby. W barwach Coxy 16 stycznia 2000 w przegranym 0-2 meczu z Fluminense João Santos wystąpił po raz ostatni w lidze brazylijskiej. Ogółem w latach 1986–2000 wystąpił w lidze w 205 meczach, w których strzelił 26 bramek. Karierę zakończył w União São João Araras w 2004.

## Kariera reprezentacyjna
Jedyny raz w reprezentacji Brazylii João Santos wystąpił 12 grudnia 1990 w zremisowanym 0-0 towarzyskim meczu z reprezentacją Meksyku.